# Yassine Hethat
Yassine Hethat (Mascara, 30 augustus 1991) is een Algerijns middellangeafstandsloper, die is gespecialiseerd in de 800 m en de 1500 m. Hij nam eenmaal deel aan de Olympische Spelen en won hierbij geen medailles.

## Loopbaan
In 2013 nam Helhat deel aan de Middellandse Zeespelen waar hij 4e eindigde op de 800 meter. Helhat maakte zijn olympisch debuut in 2016 op de Olympische Spelen van Rio de Janeiro. Op de 800 m sneuvelde hij in de halve finale. In zijn halve finale eindigde hij in een persoonlijk record op de 3e plaats, maar zijn tijd van 1.44,81 was niet voldoende om zich te kwalificeren voor de finale. 

## Persoonlijke records
Outdoor
| Onderdeel | Prestatie | Datum            | Plaats         |
| --------- | --------- | ---------------- | -------------- |
| 800 m     | 1.44,81   | 13 augustus 2016 | Rio de Janeiro |
| 1000 m    | 2.16,59   | 2 juli 2018      | Székesfehérvár |
| 1500 m    | 3.35,68   | 5 juli 2014      | Oordegem       |

Indoor
| Onderdeel | Prestatie | Datum            | Plaats |
| --------- | --------- | ---------------- | ------ |
| 800 m     | 1.50,24   | 25 februari 2014 | Praag  |

## Prestaties

### 800 m
Kampioenschappen
- 2013: 4e Middellandse Zeespelen - 1.46.26
- 2015: 3e in de reeksen Afrikaanse Spelen - 1.50,27
- 2016: 3e in ½ fin. OS - 1.44,81
- 2018: 4e Middellandse Zeespelen - 1.48,21

### 1500 m
- 2014: 10e Afrikaanse kamp. - 3.45,52
- 2015: 12e in de reeksen WK - 3.40,16